# Aachener Turn- und Sportverein Alemannia 1900 1975-1976
Questa voce raccoglie le informazioni riguardanti l'Aachener Turn- und Sportverein Alemannia 1900 nelle competizioni ufficiali della stagione 1975-1976.

## Stagione
Nella stagione 1975-1976 l'Alemannia, allenato da Horst Witzler e Gerhard Prokop, concluse il campionato di 2. Bundesliga al 12º posto. In Coppa di Germania l'Alemannia fu eliminato al primo turno dal Hessen Kassel.

## Rosa
| N. |                     | Ruolo | Calciatore           |
| -- | ------------------- | ----- | -------------------- |
|    | Germania (bandiera) | P     | Bernd Hoogen         |
|    | Germania (bandiera) | P     | Johannes Kau         |
|    | Germania (bandiera) | P     | Georg Marwig         |
|    | Germania (bandiera) | P     | Gerhard Prokop       |
|    | Germania (bandiera) | D     | Josef Bläser         |
|    | Germania (bandiera) | D     | Manfred Jansen       |
|    | Spagna (bandiera)   | D     | Jo Montanes          |
|    | Germania (bandiera) | D     | Willi Reuter         |
|    | Germania (bandiera) | D     | Klaus-Dieter Sieloff |
|    | Germania (bandiera) | D     | Peter Stollwerk      |
|    | Germania (bandiera) | C     | Franz-Josef Breuer   |

| N. |                     | Ruolo | Calciatore        |
| -- | ------------------- | ----- | ----------------- |
|    | Belgio (bandiera)   | C     | Antoine Fagot     |
|    | Germania (bandiera) | C     | Peter Hermann     |
|    | Germania (bandiera) | C     | Waldemar Jendrzey |
|    | Germania (bandiera) | C     | Heiko Mertes      |
|    | Germania (bandiera) | C     | Michael Schleiden |
|    | Germania (bandiera) | C     | Hans Schulz       |
|    | Germania (bandiera) | C     | Helmut Schütt     |
|    | Germania (bandiera) | C     | Edgar Senz        |
|    | Germania (bandiera) | A     | Dieter Baumanns   |
|    | Germania (bandiera) | A     | Udo Klohs         |
|    | Germania (bandiera) | A     | Rolf Kucharski    |

## Organigramma societario
Area tecnica
- Allenatore: Gerhard Prokop
- Allenatore in seconda: Gerhard Prokop
- Preparatore dei portieri:
- Preparatori atletici:

## Calciomercato

### Sessione estiva
| Acquisti | Acquisti     | Acquisti         | Acquisti |
| R.       | Nome         | da               | Modalità |
| -------- | ------------ | ---------------- | -------- |
| P        | Johannes Kau | Euskirchener TSC |          |
| C        | Heiko Mertes | Mülheim-Styrum   |          |

| Cessioni | Cessioni         | Cessioni             | Cessioni |
| R.       | Nome             | a                    | Modalità |
| -------- | ---------------- | -------------------- | -------- |
| D        | Christian Breuer | SV Rhenania Würselen |          |
| C        | Hans Kodric      | FC Grenchen          |          |
| A        | Heinz Kulik      | SV Rhenania Würselen |          |
| C        | Erwin Palm       | MVV                  |          |

### Sessione invernale
| Acquisti | Acquisti           | Acquisti       | Acquisti |
| R.       | Nome               | da             | Modalità |
| -------- | ------------------ | -------------- | -------- |
| C        | Franz-Josef Breuer | SC Jülich 1910 |          |

| Cessioni | Cessioni | Cessioni | Cessioni |
| R.       | Nome     | a        | Modalità |
| -------- | -------- | -------- | -------- |

## Risultati

### 2. Bundesliga

#### Girone di andata
| Aquisgrana 9 agosto 1975, ore 15:00 CET 1ª giornata | Alemannia Aquisgrana | 0 – 0 referto | Arminia Bielefeld | Stadio Tivoli (4 200 spett.)\| Arbitro: \| Richter \| |
| Arbitro:                                            | Richter              |               |                   |                                                       |

| Arbitro: | Zuchantke |

|               |           |  |
| Genschick 52’ | Marcatori |  |

| Arbitro: | Reichmann |

|               |           |          |
| Kucharski 69’ | Marcatori | 42’ John |

| Arbitro: | Gabriel |

|                                                   |           |  |
| Stolzenburg 9’, 13’, 86’ Bittlmayer 55’, 63’, 88’ | Marcatori |  |

| Arbitro: | Waltert |

|               |           |           |
| Kucharski 14’ | Marcatori | 33’ Budde |

| Mülheim an der Ruhr 6 settembre 1975, ore 15:00 CET 6ª giornata | Mülheim-Styrum | 0 – 0 referto | Alemannia Aquisgrana | Ruhrstadion (4 000 spett.)\| Arbitro: \| Wichmann \| |
| Arbitro:                                                        | Wichmann       |               |                      |                                                      |

| Arbitro: | Eggers |

|                            |           |  |
| Wolf 58’ (rig.) Gruler 64’ | Marcatori |  |

| Arbitro: | Topolewski |

|            |           |                                |
| Mertes 14’ | Marcatori | 61’ Kasperski 88’ (rig.) Huber |

| Arbitro: | Heymann |

|                                         |           |            |
| Jendrossek 1’, 47’ (rig.) Babington 70’ | Marcatori | 87’ Bläser |

| Arbitro: | Hennig |

|                          |           |                |
| Schulz 13’ Kucharski 67’ | Marcatori | 72’ Rummenigge |

| Arbitro: | Wahmann |

|                   |           |            |
| Otters 38’ (rig.) | Marcatori | 86’ Schulz |

| Arbitro: | Wuttke |

|            |           |                |
| Schütt 59’ | Marcatori | 6’ Seidenkranz |

| Arbitro: | Barnick |

|            |           |                                         |
| Zippel 34’ | Marcatori | 19’ Mertes 31’ Klohs 56’, 78’ Kucharski |

| Arbitro: | Schütte |

|                           |           |          |
| Hermann 68’ Kucharski 71’ | Marcatori | 28’ Lehr |

| Arbitro: | Gathmann |

|                                                 |           |  |
| Fuchs 10’, 56’ (rig.) Moors 41’ (rig.) Blau 82’ | Marcatori |  |

| Arbitro: | Hilker |

|                          |           |                      |
| Kucharski 39’ Mertes 78’ | Marcatori | 3’ Neumann 88’ Kampf |

| Arbitro: | Milkert |

|  |           |           |
|  | Marcatori | 21’ Fagot |

| Arbitro: | Hövel |

|                               |           |             |
| Willmsen 26’ (aut.) Fagot 49’ | Marcatori | 5’ Willmsen |

| Arbitro: | Hennig |

|                             |           |  |
| Kacmierczak 64’ Ochmann 78’ | Marcatori |  |

#### Girone di ritorno
| Arbitro: | Schön |

|            |           |  |
| Srowig 21’ | Marcatori |  |

| Arbitro: | Teichert |

|                        |           |              |
| Reuter 4’ Baumanns 65’ | Marcatori | 45’ Lünsdorf |

| Arbitro: | Eggert |

|                      |           |  |
| Krüger 3’ Hansen 28’ | Marcatori |  |

| Arbitro: | Hanschke |

|            |           |  |
| Reuter 82’ | Marcatori |  |

| Arbitro: | Schütte |

|                    |           |                            |
| Dupke 58’ Fanz 77’ | Marcatori | 18’ Stollwerk 40’ Baumanns |

| Arbitro: | Wahmann |

|                                |           |                  |
| Bläser 26’ (rig.) Baumanns 59’ | Marcatori | 62’ (rig.) Kraus |

| Arbitro: | Burgers |

|                                                      |           |          |
| Bläser 35’ (rig.), 76’ (rig.) Fagot 69’ Baumanns 89’ | Marcatori | 77’ Wolf |

| Arbitro: | Weiland |

|                                          |           |  |
| Huber 21’ (rig.) Nerlinger 30’ Hartl 61’ | Marcatori |  |

| Arbitro: | Ahlenfelder |

|                                    |           |  |
| Baumanns 15’ Hermann 67’ Klohs 88’ | Marcatori |  |

| Arbitro: | Holste |

|                          |           |           |
| Milasincic 41’ Klein 79’ | Marcatori | 24’ Klohs |

| Aquisgrana 15 aprile 1976, ore 15:00 CET 30ª giornata | Alemannia Aquisgrana | 0 – 0 referto | Fortuna Colonia | Stadio Tivoli (14 000 spett.)\| Arbitro: \| Risse \| |
| Arbitro:                                              | Risse                |               |                 |                                                      |

| Arbitro: | Heymann |

|                                    |           |  |
| Lütkebohmert 24’ (rig.) Walter 53’ | Marcatori |  |

| Arbitro: | Bartnick |

|             |           |              |
| Hermann 23’ | Marcatori | 60’ Suchanek |

| Arbitro: | Reichmann |

|             |           |             |
| Kuballa 61’ | Marcatori | 17’ Hermann |

| Arbitro: | Ahlenfelder |

|             |           |                        |
| Hermann 72’ | Marcatori | 32’ Jank 71’ Deterding |

| Arbitro: | Eggert |

|           |           |             |
| Waack 21’ | Marcatori | 26’ Hermann |

| Arbitro: | Wichmann |

|                        |           |             |
| Mertes 45’ Hermann 55’ | Marcatori | 20’ Rehbach |

| Arbitro: | Fork |

|                       |           |  |
| Fritsche 12’ Bals 39’ | Marcatori |  |

| Arbitro: | Burgers |

|                                                       |           |  |
| Bläser 5’ (rig.) Mertes 15’ Breuer 50’, 61’ Fagot 55’ | Marcatori |  |

### Coppa di Germania
| Arbitro: | Fork |

|        |           |  |
| Ey 43’ | Marcatori |  |

## Statistiche

### Statistiche di squadra
| Competizione      | Punti | In casa | In casa | In casa | In casa | In casa | In casa | In trasferta | In trasferta | In trasferta | In trasferta | In trasferta | In trasferta | Totale | Totale | Totale | Totale | Totale | Totale | DR |
| Competizione      | Punti | G       | V       | N       | P       | Gf      | Gs      | G            | V            | N            | P            | Gf           | Gs           | G      | V      | N      | P      | Gf     | Gs     | DR |
| ----------------- | ----- | ------- | ------- | ------- | ------- | ------- | ------- | ------------ | ------------ | ------------ | ------------ | ------------ | ------------ | ------ | ------ | ------ | ------ | ------ | ------ | -- |
| 2. Bundesliga     | 36    | 19      | 10      | 7       | 2       | 33      | 17      | 19           | 2            | 5            | 12           | 12           | 36           | 38     | 12     | 12     | 14     | 45     | 53     | -8 |
| Coppa di Germania | -     | 0       | 0       | 0       | 0       | 0       | 0       | 1            | 0            | 0            | 1            | 0            | 1            | 1      | 0      | 0      | 1      | 0      | 1      | -1 |
| Totale            | 36    | 19      | 10      | 7       | 2       | 33      | 17      | 20           | 2            | 5            | 13           | 12           | 37           | 39     | 12     | 12     | 15     | 45     | 54     | -9 |

### Andamento in campionato
| Giornata  | 1  | 2  | 3  | 4  | 5  | 6  | 7  | 8  | 9  | 10 | 11 | 12 | 13 | 14 | 15 | 16 | 17 | 18 | 19 | 20 | 21 | 22 | 23 | 24 | 25 | 26 | 27 | 28 | 29 | 30 | 31 | 32 | 33 | 34 | 35 | 36 | 37 | 38 |
| --------- | -- | -- | -- | -- | -- | -- | -- | -- | -- | -- | -- | -- | -- | -- | -- | -- | -- | -- | -- | -- | -- | -- | -- | -- | -- | -- | -- | -- | -- | -- | -- | -- | -- | -- | -- | -- | -- | -- |
| Luogo     | C  | T  | C  | T  | C  | T  | T  | C  | T  | C  | T  | C  | T  | C  | T  | C  | T  | C  | T  | T  | C  | T  | C  | T  | C  | C  | T  | C  | T  | C  | T  | C  | T  | C  | T  | C  | T  | C  |
| Risultato | N  | P  | N  | P  | N  | N  | P  | P  | P  | V  | N  | N  | V  | V  | P  | N  | V  | V  | P  | P  | V  | P  | V  | N  | V  | V  | P  | V  | P  | N  | P  | N  | N  | P  | N  | V  | P  | V  |
| Posizione | 10 | 16 | 15 | 18 | 19 | 19 | 18 | 18 | 19 | 18 | 17 | 18 | 15 | 14 | 16 | 15 | 14 | 14 | 15 | 16 | 14 | 16 | 14 | 14 | 12 | 11 | 13 | 12 | 13 | 13 | 13 | 13 | 13 | 14 | 13 | 11 | 13 | 12 |

Legenda:

Luogo: C = Casa; T = Trasferta. Risultato: V = Vittoria; N = Pareggio; P = Sconfitta.

### Statistiche dei giocatori
| Giocatore    | 2. Bundesliga | 2. Bundesliga | 2. Bundesliga | 2. Bundesliga | Coppa di Germania | Coppa di Germania | Coppa di Germania | Coppa di Germania | Totale   | Totale | Totale      | Totale     |
| Giocatore    | Presenze      | Reti          | Ammonizioni   | Espulsioni    | Presenze          | Reti              | Ammonizioni       | Espulsioni        | Presenze | Reti   | Ammonizioni | Espulsioni |
| ------------ | ------------- | ------------- | ------------- | ------------- | ----------------- | ----------------- | ----------------- | ----------------- | -------- | ------ | ----------- | ---------- |
| D. Baumanns  | 37            | 5             | 2             | 0             | 1                 | 0                 | 0                 | 0                 | 38       | 5      | 2           | 0          |
| J. Bläser    | 34            | 5             | 6             | 0             | 1                 | 0                 | 0                 | 0                 | 35       | 5      | 6           | 0          |
| F. Breuer    | 4             | 2             | 0             | 0             | 0                 | 0                 | 0                 | 0                 | 4        | 2      | 0           | 0          |
| A. Fagot     | 28            | 4             | 1             | 1             | 0                 | 0                 | 0                 | 0                 | 28       | 4      | 1           | 1          |
| P. Hermann   | 35            | 7             | 3             | 0             | 1                 | 0                 | 0                 | 0                 | 36       | 7      | 3           | 0          |
| B. Hoogen    | 1             | 0             | 0             | 0             | 0                 | 0                 | 0                 | 0                 | 1        | 0      | 0           | 0          |
| M. Jansen    | 15            | 0             | 0             | 0             | 0                 | 0                 | 0                 | 0                 | 15       | 0      | 0           | 0          |
| W. Jendrzey  | 6             | 0             | 0             | 0             | 1                 | 0                 | 0                 | 0                 | 7        | 0      | 0           | 0          |
| J. Kau       | 0             | 0             | 0             | 0             | 0                 | 0                 | 0                 | 0                 | 0        | 0      | 0           | 0          |
| U. Klohs     | 33            | 3             | 0             | 0             | 1                 | 0                 | 0                 | 0                 | 34       | 3      | 0           | 0          |
| R. Kucharski | 29            | 7             | 6             | 0             | 1                 | 0                 | 0                 | 0                 | 30       | 7      | 6           | 0          |
| G. Marwig    | 35            | 0             | 0             | 0             | 1                 | 0                 | 0                 | 0                 | 36       | 0      | 0           | 0          |
| H. Mertes    | 37            | 5             | 3             | 0             | 1                 | 0                 | 0                 | 0                 | 38       | 5      | 3           | 0          |
| J. Montanes  | 37            | 0             | 3             | 0             | 1                 | 0                 | 0                 | 0                 | 38       | 0      | 3           | 0          |
| G. Prokop    | 3             | 0             | 0             | 0             | 0                 | 0                 | 0                 | 0                 | 3        | 0      | 0           | 0          |
| W. Reuter    | 38            | 2             | 2             | 0             | 1                 | 0                 | 0                 | 0                 | 39       | 2      | 2           | 0          |
| M. Schleiden | 1             | 0             | 0             | 0             | 0                 | 0                 | 0                 | 0                 | 1        | 0      | 0           | 0          |
| H. Schulz    | 21            | 2             | 1             | 0             | 1                 | 0                 | 0                 | 0                 | 22       | 2      | 1           | 0          |
| H. Schütt    | 33            | 1             | 3             | 0             | 0                 | 0                 | 0                 | 0                 | 33       | 1      | 3           | 0          |
| E. Senz      | 5             | 0             | 0             | 0             | 0                 | 0                 | 0                 | 0                 | 5        | 0      | 0           | 0          |
| K. Sieloff   | 20            | 0             | 0             | 0             | 0                 | 0                 | 0                 | 0                 | 20       | 0      | 0           | 0          |
| P. Stollwerk | 30            | 1             | 0             | 0             | 1                 | 0                 | 0                 | 0                 | 31       | 1      | 0           | 0          |